# ジェフ・アボット (作家)
ジェフ・アボット（Jeff Abbott、1963年 - ）は、アメリカ合衆国のサスペンス作家。ライス大学で歴史と英語の学位を取得。テキサス州オースティン在住。初期の作品は伝統的な推理小説だったが、近年はスリラーに転向している。作品の傾向は、普通の人々が普通でない危険に巻き込まれ、闘いの末に命を取り戻すというものである。数か国で翻訳・出版されており、イギリス、オーストラリア、アイルランド、フランスでもベストセラーになっている。

## 概要
図書館長ジョーダン・ポティートが謎を解くシリーズの第1作で処女作『図書館の死体』はアガサ賞処女長編賞（1994年）、マカヴィティ賞新人賞（1995年）を受賞、ディリス賞にノミネートされた。シリーズ第2作『図書館の美女』はテキサス作家リーグヴァイオレット・クラウン賞にノミネート。2002年、フレンドリーなモーズリー判事が活躍する新シリーズ『さよならの接吻』でアンソニー賞ペーパーバック賞にノミネートされた。シリーズ第2作『海賊岬の死体』はエドガー賞、アンソニー賞、バリー賞のそれぞれのペーパーバック部門にノミネートされた。シリーズ第3作"Cut and Run" も同じくエドガー賞にノミネートされた。2005年に上梓したシリーズものでない『パニック！』で国際スリラー作家協会賞にノミネートされ、ワインスタイン・カンパニーによる映画化が進行している。

## 作品リスト

### シリーズ
ジョーダン・ポティート シリーズ The Jordan Poteet mysteries
テキサスの小さな町ミラボーで図書館長ジョーダン・ポティートが活躍する伝統的なミステリ作品。
| # | 邦題           | 原題                 | 刊行年 | 刊行年月   | 訳者     | 出版社                    |
| - | -------------- | -------------------- | ------ | ---------- | -------- | ------------------------- |
| 1 | 図書館の死体   | Do Unto Others       | 1994年 | 1997年3月  | 佐藤耕士 | 早川書房 〈ハヤカワ文庫〉 |
| 2 | 図書館の美女   | The Only Good Yankee | 1995年 | 1998年2月  | 佐藤耕士 | 早川書房 〈ハヤカワ文庫〉 |
| 3 | 図書館の親子   | Promises of Home     | 1996年 | 1998年12月 | 佐藤耕士 | 早川書房 〈ハヤカワ文庫〉 |
| 4 | 図書館長の休暇 | Distant Blood        | 1996年 | 1999年12月 | 佐藤耕士 | 早川書房 〈ハヤカワ文庫〉 |

モーズリー判事シリーズ The Whit Mosley series
テキサス州の判事兼検死官のモーズリーが探偵のクラウディアと組んで調査に乗り出す。ポティートシリーズと比べるとよりダークでスリラー系のストーリーである。
| # | 邦題           | 原題             | 刊行年 | 刊行年月  | 訳者     | 出版社                    |
| - | -------------- | ---------------- | ------ | --------- | -------- | ------------------------- |
| 1 | さよならの接吻 | A Kiss Gone Bad  | 2001年 | 2004年3月 | 吉澤康子 | 早川書房 〈ハヤカワ文庫〉 |
| 2 | 海賊岬の死体   | Black Jack Point | 2002年 | 2004年7月 | 吉澤康子 | 早川書房 〈ハヤカワ文庫〉 |
| 3 | 逃げる悪女     | Cut and Run      | 2003年 | 2005年1月 | 吉澤康子 | 早川書房 〈ハヤカワ文庫〉 |

サム・カプラ シリーズ
CIAの優秀なエージェント、サム・カプラが罠に嵌り大切なものを全てを失ってしまう。それまでに培ったスキルで無力で何も知らない人々を守り、奪われた家族を取り戻す。
- Adrenaline (2010)
- The Last Minute (2011)
- Sam Capra's Last Chance (2012) - 短編
- Downfall (2013)
- Inside man (2014)

### その他
- Panic (2005)
  - パニック！（2008年7月、ヴィレッジブックス、鎌田三平訳）
- Fear (2006)
- Collision (2008) - イギリスでのタイトルは"Run"[4]、20世紀フォックスが映画化の権利を保有[5][6]
- Trust Me (2009)